# Titanic (formație)
Titanic este o formație rock norvegiană.

## Discografie

### Albume
- Titanic - 1970 - CBS Records
- Sea Wolf - 1972 - CBS Records
- Eagle Rock - 1973 - CBS Records
- Ballad Of A Rock 'N Roll Loser - 1975 - CBS Records
- Return Of Drakkar - 1977 - Egg Records
- Eye Of The Hurricane - 1979 - Egg Records
- Lower The Atlantic - 1993 - Metal Enterprises
- Ashes and Diamonds - 2008 - Repertoire Records

### Single-uri
- "Sing Fool Sing" - CBS 5365 (serie) GEMENI)
- "Sultana" - 1971 - CBS
- "Santa Fé" - 1971 - CBS
- "Rain 2000" - 1972 - CBS Holland
- "Richmond Express" - 1973 - CBS France
- "Macumba" - 1973 - CBS France
- "Dance Baby Dance (Frisco Queen)" / "Hollywood (Oh La La)" - 1979 - Ariola, 107014 - Netherlands
- "Iceberg"